# 桂花陳酒
桂花陳酒（けいかちんしゅ）とは、中国の白酒にキンモクセイの花を3年間漬け込んだ中国の混成酒である。
甘味が強く、香り高い。アルコール度数は「13 - 18%」。他の中国果実酒同様、サワーやロックで飲むのが一般的である。日本のメーカーから白ワインに漬けたものも販売されている。楊貴妃が好んだ酒という言い伝えがあり、カクテルの楊貴妃にはこの酒が使用されている。